# Taras Prochasko
Taras Bohdanovytj Prochasko (ukrainska: Тара́с Богда́нович Проха́сько), född 16 maj 1968 i Ivano-Frankivsk, Ukrainska SSR, Sovjetunionen, är en ukrainsk författare, journalist och översättare. Tillsammans med Jurij Andruchovytj är han en av de främsta företrädarna för Stanislav-fenomenet. Detta består av konstnärer och författare som bor eller har bott i Ivano-Frankivsk (tidigare Stanislav eller Stanislaviv) och associeras med den västerländska postmodernismen efter Sovjetunionens kollaps.
Taras Prochasko skriver inom genren magisk realism. Hans roman NeprOsti (oVäsen) har jämförts med Hundra år av ensamhet av Gabriel García Márquez.

## Biografi
De första åren av sitt liv bodde Taras Prochasko i den lilla staden Deljatyn (ukrainska: Делятин). Orten är belägen i Ivano-Frankivsk oblast i västra Ukraina, vid foten av bergskedjan Karpaterna.

### Utbildning och arbetsliv
I skolan var han bra på biologi och ukrainska. Han började studera biologi på Lvivs universitet, uppkallat efter Ivan Franko, för att bli botaniker. Efter avslutade universitetsstudier erbjöds han arbete som chef för en forskningsstation i Karpaterna, men av familjeskäl tackade han nej.
Prochasko deltog i studentrörelsen för Ukrainas självständighet 1989–1991, arbetade först på det karpatiska skogsbruksinstitutet i Ivano-Frankivsk och sedan som lärare i sin hemstad. Under finanskrisen 1992–1993 fick forskare inte längre betalt, och då arbetade han som bartender för att försörja familjen. Sedan arbetade han som väktare, programledare på radio FM Vezja (ukrainska: Вежа, 'Tornet'), i ett konstgalleri, på en tidning och i en TV-studio. 1992–1994 var han ”resande” medredaktör för tidskriften Tjetver (ukrainska: Четвер, svenska: Torsdag), eftersom han vid den tiden ständigt reste till Lviv, där han studerade vid universitetet.

### Filmer
År 1993 medverkade Taras Prochasko i kortfilmen Den helige Franziskus blommor. 1996 hölls den första internationella videokonstfestivalen i Ukraina, i Prochaskos barndomsby Deljatyn. Han vann festivaltävlingen med kortfilmsvideon Vtetja v Ehipet (ukrainska: Втеча в Єгипет, 'Flykten till Egypten'), där  Prochasko och två av hans söner spelar huvudrollerna.
År 1998 började Prochasko arbeta som journalist på Lviv-tidningen Ekspres (ukrainska: Експрес), skrev senare författarkolumner där och i nättidningen Framsteg. Under en tid skrev han i nättidningen TV-kritik, som spelade en viktig roll i den "journalistiska revolution" som föregick den orangea revolutionen 2004. Sedan Prochaskos vänner skapade "sin drömtidning", veckotidningen Halytskyj Korespondent (ukrainska: Галицький кореспондент, 'Galicienkorrespondenten'), skriver han artiklar och författarkolumner där.

### Stipendier och resor
2004 fick Prochasko ett generöst litteraturstipendium från en polsk kulturstiftelse. Han bodde därefter under tre månader i Kraków tillsammans med fem andra stipendiater. Dessa inkluderade Sofia Andruchovytj, dotter till hans vän Jurij Andruchovytj.
När Andrzej Stasiuk skrev sin bok På vägen till Babadag kom han till Deljatyn, där Prochasko har ett hus. Därifrån åkte de tillsammans till Svarta berget, den högsta bergskedjan i Karpaterna i västra Ukraina. Ett år senare reste de till bergskedjan Gorgany och den lilla staden Zalisjtjyky vid floden Dnestr.
I april 2010 besökte Prochasko för första gången USA, där han framträdde i New York och Washington på inbjudan av Kennaninstitutet vid Wilsoncentret. Där berättar han om hur han fick idén till FM Galicia, att skriva korta berättelser och läsa upp dem i treminutersintervaller i radion varje vardag under sex månader, som en läsdagbok och som vaggvisor för vuxna. Han läste upp nio av berättelserna på ukrainska, samtidigt som publiken hade tillgång till de tryckta texterna på engelska.
Prochasko är medlem i ukrainska PEN-organisationen och Ukrainas författarförbund.

### Familj
Taras Prochasko är gift och har tre söner.

## Litterär verksamhet
Taras Prochasko bestämde sig för att bli författare när han var 12 år. Han läste inte sovjetisk-ukrainska författare i skolan, och först efter militärtjänstgöringen läste han Vasyl Stus dikter och började skriva själv. Andra författare som står honom nära är Bohumil Hrabal, Jorge Luis Borges, Bruno Schultz, Vasyl Stefanyk, Danilo Kiš, Gabriel García Márquez, Milan Kundera, Honoré de Balzac, Anton Tjechov, Sergej Dovlatov och Lev Rubinstein.

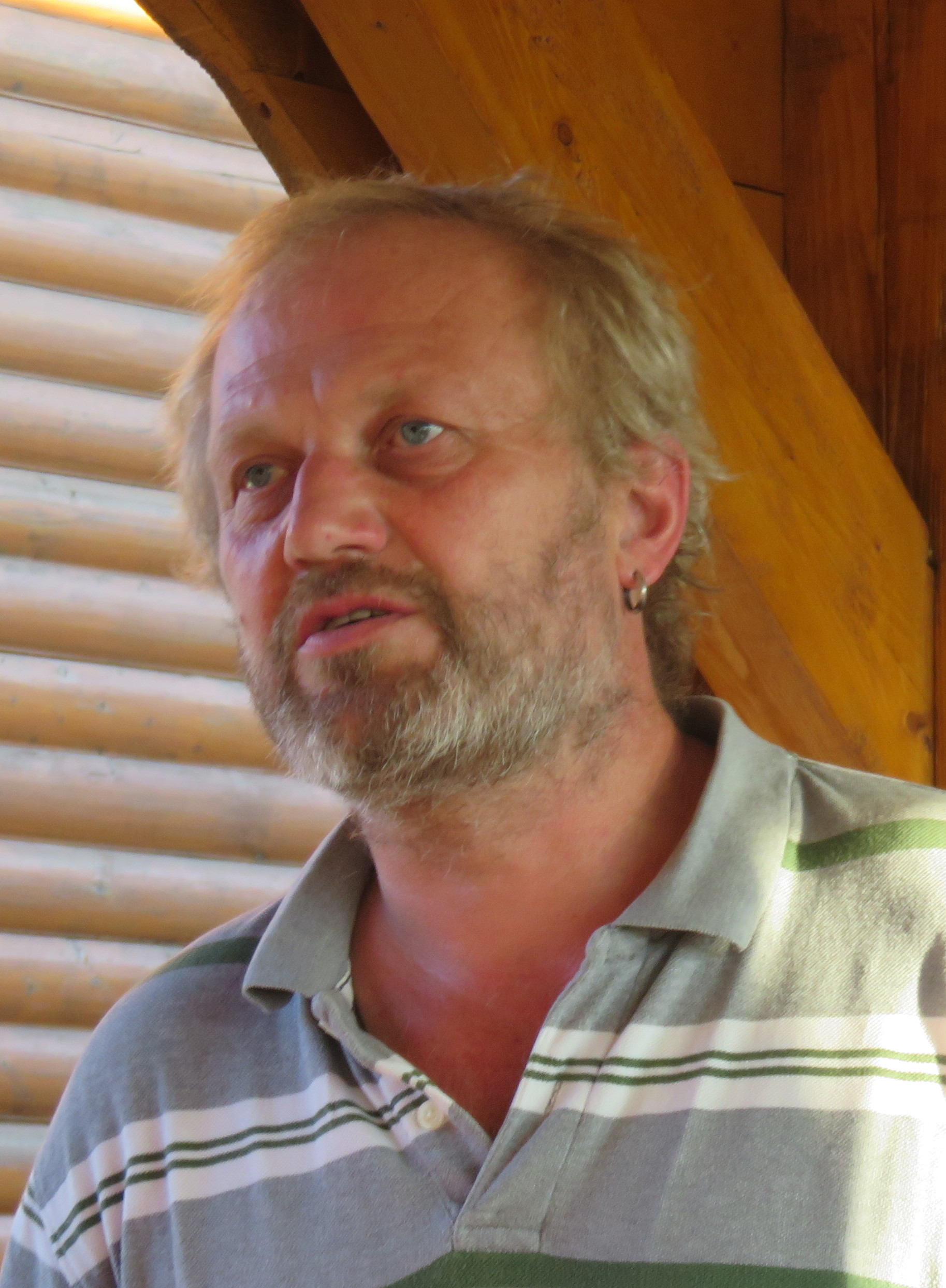
Taras Prochasko, 2016.

Prochasko medverkar återkommande vid olika konstnärliga framträdanden. 2009 deltog han tillsammans med författarna Jurij Andruchovytj, Jurij Izdryk, Volodymyr Jesjkilev, Sofia Andruchovytj i projektet "BOMZJ – Utan tecken på konstnärligt liv" (ukrainska: бомж - Без Ознак Мистецького Життя; bomzj = hemlös) av Rostyslaw Szpuk. Den presenterades senare på polska "International Festival of Homeless Art. Som del av en musikalisk-litterär dialog som hölls under Porto-Franco-festivalen i augusti 2010, läste Prochasko upp ett utdrag ur Stanislav Vincenz roman On the High Field vid ruinerna av Pniv-slottet. Under uppläsningen framförde den franske cellisten Dominique de Viencourt en Bach-svit.

## Priser och utmärkelser
- 2007 Joseph Conrads litteraturpris (instiftat av polska institutet i Kiev)
- 2011 Årets bästa ukrainska prosabok för BotakE (ukrainska:  БотакЄ)[19]
- 2013 Årets BBC-bok för barnboken Vem ska fixa snön? (ukrainska: Хто зробить сніг), skriven tillsammans med Marjana Prochasko.[20]
- 2013 Jurij Sjevelov-priset för En och samma (ukrainska: Одної і тої самої)
- 2019 Årets BBC-bok för essän Ja, men… (ukrainska: Так, але…)[21]
- 2020 Taras Sjevtjenko-priset för essän Ja, men…  (ukrainska: Так, але…)[22]

### Böcker
- Annas andra dagar (ukrainska: Інші дні Анни), (1998), 109 sidor, ISBN 966-7332-03-9
- FM Galicia (ukrainska: FM Галичина), (2001; 2004), 56 sidor, ISBN 978-966-668-251-5
- oVäsen (ukrainska: НепрОсті), (2002), 137 sidor,  ISBN 9666680238
- Lexikon för hemlig kunskap (ukrainska: Лексикон таємних знань), 147 sidor, ISBN 9666630796
- Flera historier kan göras av detta (ukrainska: З цього можна зробити кілька оповідань), (2005), 128 sidor, ISBN 966-668-093-9 (N3)
- Hamnen i Frankivsk: utvalda kulturdelar (ukrainska: Порт Франківськ: вибр. Фейлетони), (2006), 48 sidor, ISBN 966-668-130-7
- Ukraina (Krakow: Nemrod, 2006), tillsammans med Serhij Zjadan.
- Galizien-Bukowina-Express (Wien: Turia+Kant, 2007), tillsammans med Jurko Prochasko och Magdalena Blasjtjuk.
- BotakE (ukrainska: БотакЄ), (2010), 432 sidor, ISBN 978-966-668-251-5.
- Vem ska fixa snön? (ukrainska: Хто зробить сніг?), (Sagor för barn), (2013), 72 sidor, tillsammans med Marjana Prochasko ISBN 978-617-679-027-3
- En och samma (ukrainska: Одної і тої самої), (2013), 240 sidor.
- Mognadstecken (ukrainska: Ознаки зрілості), (2014), 120 sidor.
- Vart försvann havet? (ukrainska: Куди зникло море?), "Sagor för barn", (2014), 88 sidor, tillsammans med Marjana Prochasko ISBN 978-617-679-091-4
- Hur man förstår en get (ukrainska: Як зрозуміти козу), "Sagor för barn", (2015), 80 sidor, tillsammans med Marjana Prochasko ISBN 978-617-679-165-2
- Livet och snön (ukrainska: Життя і сніг), (bilderbok), (2017), 48 sidor, tillsammans med Marjana Prochasko ISBN 978-617-679-353-3
- Lexikon för hemlig kunskap (ukrainska: Лексикон таємних знань), (2023), 184 sidor, ISBN 978-966-448-165-3

### Ett annat format
En broschyrserie med Taras Prochaskos omfattande intervjuer med sju berömda ukrainska kulturpersonligheter. De utgavs mellan åren 2003–2004 av förlaget "Lilja-NV" (ukrainska: Лілея-НВ). De intervjuade var:
- Oleh Lysjeha (30 oktober 1949 – 17 december 2014) var poet, dramatiker, översättare och intellektuell. Belagd med yrkesförbud 1972–1988, men fick år 2000 som första ukrainske poet motta PENS pris för översatt poesi tillsammans med sin medöversättare James Brasfield, Penn State University.
- Jurij Izdryk (16 augusti 1962 - ) är författare, poet och upphovsman till det konceptuella tidningsprojektet ’’Torsdag’’
- Jurij Andruchovytj (13 mars 1960 - ) är författare, poet och översättare. Översatt till svenska finns hittills 16 dikter mellan 1995 och 2014 samt hans bok Moskoviaden (2023).
- Oksana Zabuzjko (19 september 1960 - ) är författare, journalist, poet, essäist och filosof. Översatt till svenska finns hittills några diktstrofer (1995), böckerna Fältstudier i ukrainskt sex (2006), Den längsta av resor (2022) och en intervju i antologin Under Ukrainas öppna himmel. Röster ur ett krig. (2022)
- Boris Gudzjak (24 november 1960–) är ärkebiskop för den ukrainska grekisk-katolska kyrkan i Filadelfia i USA. Han är författare av flera böcker om kyrkohistoria och teologi.
- Jaroslav Hrytsak (1 januari 1960–) är historiker och publicist.
- Vasyl Herasymjuk (18 augusti 1956–) är prisbelönad poet, manusförfattare.

### Översättningar av Taras Prochasko
- Tjeslav Chovanets Armenier i Stanislaviv under 1600- och 1700-talen. (ukrainska: Станиславів до і після 1919 року). Översättning från polska. (2008)
- Kamil Baranskij Stanislaviv före och efter 1919. (ukrainska: Станиславів до і після 1919 року). Översättning från polska (2009)
- Venedikt Plosjtjanskij Den galicisk-ryska staden Stanislaviv från pålitliga källor. (ukrainska: Галицько-руське місто Станиславів з достовірних джерел). Översättning från ryska (2009)
- Leon Sjtrajt Synagogor i Stanislaviv. (ukrainska: Станиславівські синагоги). Översättning från polska. (2010)
- Stanisław Vincenz På en hög betesäng. (ukrainska: На високій полонині), 640 sidor. Översättning från polska. (2011)
- Andrzej Stasiuk Galiziska berättelser. (ukrainska: Галицькі оповідання). Översättning från polska. (2014)
- Andrzej Stasiuk Östern. (ukrainska: Схід). Översättning från polska. (2014)

### Andra publikationer
Till boken Annas andra dagar finns novellerna:
- Ett försök till dekonstruktion (ukrainska: Спроба деконструкції)
- Runt sjön (ukrainska: Довкола озера)
- Nekropol och Från känslan av essensen (ukrainska: «Некрополь» та «Від чуття при сутності»

### Verk som ingår i antologier
- Novellen Nekropol i antologin Texter (ukrainska: Тексти) (1995)
- Novellen Ett försök till dekonstruktion i antologin Substantiv (ukrainska: Іменник) (1997)
- Hundratusen ord om kärlek, inklusive interjektioner (ukrainska: 100 тисяч слів про любов, включаючи вигуки) (2007)
- Euromajdan. En känslokrönika. (ukrainska: Євромайдан. Хроніка відчуттів) (2014)
- Essäer (ukrainska: Есеї) i antologin Decamerone. 10 ukrainska romanförfattare under de senaste tio åren (ukrainska: Декамерон. 10 українських прозаїків останніх десяти років) (2010)
- Ukraina, kom igen, Ukraina! en antologi med samtida ukrainska noveller översatta till tjeckiska (ukrainska: Україно, давай, Україно!) (2012)

### Översättningar till andra språk

#### engelska
- oVäsen (engelska: The UnSimple) (e-bok hos Amazon)
- Nekropol (publicerad i antologin ”Two Lands, New Visions”) (1998)

#### polska
- Annas andra dagar (polska: Inne dni Anny) (2001)
- oVäsen (polska: Niezwykli) (2005)
- Flera historier kan göras av detta (polska: Z tego można zrobić kilka opowieści) (2005)

#### ryska
- oVäsen (ryska: НепрОстые) (2009)
- Runt sjön och Från känslan av essensen (ryska: Вокруг озера och Чувство присутствия) (2003)

#### svenska
- oVäsen (De tre första kapitlen av oVäsen är publicerade i tidskriften 20tals tredje specialnummer om Ukraina, nr 10/11 2024)[23]. Läst 21 maj 2024.

#### tyska
- Flera historier kan göras av detta (tyska: Daraus lassen sich ein paar Geschichten machen) (2009)

### Texter av Taras Prochasko
- 9 korta berättelser översatta till engelska ur FM Galicia och som Taras Prochasko läser upp på ukrainska under sitt framträdande i USA 22 april 2010. Se ovan, under Länkar. Läst 22 januari 2024.